# Lordotus abdominalis
Lordotus abdominalis är en tvåvingeart som beskrevs av Johnson 1959. Lordotus abdominalis ingår i släktet Lordotus och familjen svävflugor. Inga underarter finns listade i Catalogue of Life.